# IK Oddevold
El IK Oddevold es un equipo de fútbol de Suecia que juega en la Superettan, una de las ligas que conforman la tercera categoría de fútbol en el país.

## Historia
Fue fundado el 3 de julio de 1932 en la ciudad de Uddevalla y es el equipo de fútbol más viejo de la ciudad, pero fue después de la década de los años 1990s que el club comenzó a jugar a nivel nacional cuando llegó a la Division 1 Södra (en ese entonces segunda categoría), en la cual ganó el título de liga en el año 1995 por encima del GAIS.
En 1996 el club juega por primera vez en la Allsvenskan, pero en esa temporada el club termina en último lugar entre 14 equipos, con la que retorna a la segunda categoría. No conformes al descalabro, el club desciende de la Division 1 Södra en la temporada siguiente a la tercera división hasta que tres años después ya estaba jugando en la cuarta categoría de Suecia, ya en lo que eran ligas regionales.
Desde entonces el club ha estado participando entre la tercera y la cuarta categoría del fútbol sueco.

## Palmarés
- Division 1 Södra (1): 1995
- Division 2 Västra Götaland (2): 2008, 2010
- Division 3 Nordvästra Götaland (1): 2003

## Récords
- Mayor victoria en liga: 14–0 vs. Groheds IF en la División 6, 20 de mayo de 1951[6]
- Mayor derrota en liga: 0–6 vs. IFK Malmö en la División 2, 3 de junio de 1963[6]
- Mejor posición en la liga: 14º en la Allsvenskan de 1996
- Mayor asistencia: 10,605 vs. IFK Göteborg, 2 de mayo de 1996[7]
- Más apariciones en liga: 252,  Jan Kristiansson 1975–1987[8]
- Más goles en liga:143,  Tommy Reinhardt 1967–1970, 1976–1982[8]